# Tubulicrinaceae
Tubulicrinaceae är en familj av svampar. Tubulicrinaceae ingår i ordningen Polyporales, klassen Agaricomycetes, divisionen basidiesvampar och riket svampar.
|                 | Polyporaceae                   |
|                 |                                |
|                 | Phanerochaetaceae              |
|                 |                                |
|                 | Meruliaceae                    |
|                 |                                |
|                 | Meripilaceae                   |
|                 |                                |
|                 | Limnoperdaceae                 |
|                 |                                |
|                 | Grammotheleaceae               |
|                 |                                |
|                 | Ganodermataceae                |
|                 |                                |
|                 | Fomitopsidaceae                |
|                 |                                |
|                 | Cystostereaceae                |
|                 |                                |
|                 | Sparassidaceae                 |
|                 |                                |
| Tubulicrinaceae | \| \| Tubulicrinis \| \| \| \| |
|                 | \| \| Tubulicrinis \| \| \| \| |
|                 | Xenasmataceae                  |
|                 |                                |
|                 | Taiwanofungus                  |
|                 |                                |
|                 | Repetobasidiopsis              |
|                 |                                |
|                 | Phlebiella                     |
|                 |                                |
|                 | Globuliciopsis                 |
|                 |                                |
|                 | Lepidostroma                   |
|                 |                                |
|                 | Crustodontia                   |
|                 |                                |
|                 | Crystallocystidium             |
|                 |                                |
|                 | Irpicochaete                   |
|                 |                                |
|                 | Nigrohydnum                    |
|                 |                                |
|                 | Globosomyces                   |
|                 |                                |
|                 | Tubulicrinis                   |
|                 |                                |

|  | Tubulicrinis |
|  |              |

## Källor

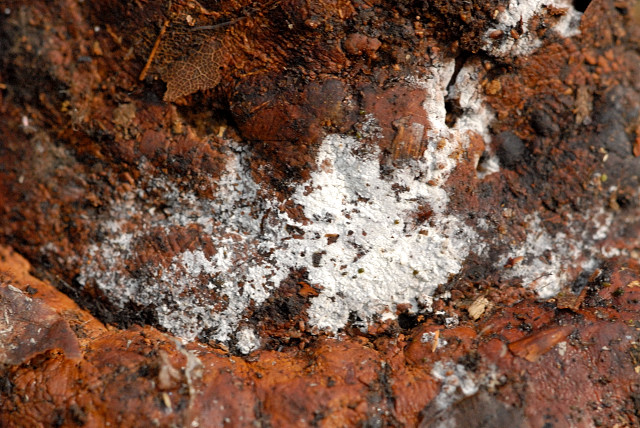